# Heeresgruppe Afrika
Heeresgruppe Afrika (Grupo do Exército Afrika) foi uma das principais unidades do exército alemão durante a Segunda Guerra Mundial que operou na Campanha Norte-Africana.

## História

### Afrika Korps
As primeiras tropas alemãs que chegaram ao Norte de África a 11 de Fevereiro de 1941 eram conhecidas por Afrika Korps. Em Agosto de 1941 o Alto Comando da Wehrmacht criou uma estrutura de comando maior para apoiar as forças italianas, renomeando as forças alemãs para Panzergruppe Afrika (Grupo de Panzers Afrika), sendo o seu comandante o recém promovido Tenente-General Erwin Rommel.
O Panzergruppe Afrika controlava o Afrika Korps juntamente com algumas unidades adicionais da Wehrmacht em África, assim como dois corpos do exército italiano.

### Panzerarmee Afrika
O Panzergruppe Afrika, em 30 de Janeiro de 1942, foi re-baptizado de Panzerarmee Afrika (Exército de Panzers Afrika).

### Deutsch-Italienische Panzerarmee
O Panzerarmee Afrika foi renomeado para Deutsch-Italienische Panzerarmee (Exército de Panzers Germano-Italiano) em Outubro de 1942 após a retirada das forças do eixo após a derrota na Segunda Batalha de El Alamein.

### Heeresgruppe Afrika
Em Fevereiro de 1943 o OKW re-baptizou as forças em afraca para Heeresgruppe Afrika para que este fizesse a gestão da defesa da Tunísia na fase final da Campanha Norte-Africana. O responsável pela defesa nesta fase da campanha seria Hans-Jürgen von Arnim, que mais tarde após a defesa falhada render-se-ia, acabando com a presença alemã no Norte de África.